# Шахтёр
Шахтёр — человек, добывающий полезные ископаемые из недр земной коры. 

## Характеристика
Шахтёры работают в шахтах или разрезах. Существуют так называемые основные и вспомогательные профессии шахтёров:
- Основные: горнорабочий очистного забоя (ГРОЗ) (забойщик), проходчик, машинист горных выемочных машин (МГВМ);
- Вспомогательные: инспектор горно-технический, инженер по охране труда, диспетчер, горномонтажник подземный (правильно — горнорабочий по ремонту и монтажу горных выработок (ГРГВ) — в просторечии — «крепильщик»), горнорабочий подземный (ГРП), машинист подземных установок (МПУ), электрослесарь подземный, мастер-взрывник, стволовой, раздатчик взрывчатых материалов, коногон (устаревш.) и другие.

## Обучение
Люди, которые хотят работать шахтёрами, как правило, заканчивают специальные учебные заведения или курсы, где они проходят обучение от одного месяца до шести лет (инженерно-технические работники на вечерних отделениях ВУЗов).

## Организация труда
В Российской Федерации — России шахтёрская смена длится шесть, (за полярным кругом) — восемь часов (РБ- семь часов). Но иногда работодатель (часто незаконно) увеличивает смену до двенадцати часов. Те, кто работает под землёй, имеют льготный подземный стаж (к примеру, шахтёр в России, в условиях Крайнего Севера выходит на пенсию в 45 лет). В бригаде могут работать несколько звеньев шахтёров (обычно четыре добывающих и одно ремонтное). Некоторые шахтёрские бригады, работая на участке, могут в течение года добыть более миллиона тонн руды.
21 октября 1935 года Международная организация труда приняла постановление о запрете работы под землёй женщин и подростков. В годы Великой Отечественной войны и ранее на шахтах работали подростки. Шахтёры, приходя и уходя, как правило, переодеваются. Форма шахтёра обязательно состоит из специальной каски, фонаря (в России — на поясе (на арго — «свет») в РБ-на поясе лампа), специальной обуви и одежды, самоспасателя (устройство, используемое в условиях возможного недостатка кислорода — во время пожаров, взрывов метана и/или угольной пыли, при нарушении подачи воздуха в шахту).

## Значение профессии
Хотя профессия шахтёра опасна и трудна, она очень важна для экономического развития, так как добывает сырьё для многих отраслей промышленности. Шахтёров обучают очень тщательно, чтобы они знали технику безопасности, были в состоянии выжить после аварии, а также могли добиться более высоких экономических показателей. В мире существуют целые шахтёрские посёлки и города, где более чем половина населения работает на шахтах. В СССР более 400 шахтёров удостоены звания Героя Социалистического Труда. Большая часть шахтёров для защиты своих трудовых прав объединены в профсоюзы, наиболее известные из которых — Росуглепроф и Независимый профсоюз горняков.

## Проблемы профессии
Как отмечает руководитель Ростехнадзора, Николай Кутьин, называя аварию на шахте «Ульяновская» с гибелью более ста человек примером сознательного нарушения техники безопасности, отвечая на вопрос «О чём собственники думали?»: «...про собственников как раз понятно. Что касается работников, то тут во многом проблема в их убеждениях: «Гора своих всё равно возьмёт, всё равно на миллион тонн угля будет какое-то количество погибших». Это настолько уже укоренилось в головах людей, что многие гордятся своей профессией также из-за того, что она связана с высоким риском.» При этом Кутьин признаёт, что шахты опасны: «Там много факторов, которые человек не может проконтролировать. Неожиданные метанопроявления, горные удары. Мы пытаемся как-то это нивелировать оборудованием, квалификацией сотрудников. Но природные факторы остаются.»

### Профессиональные заболевания
В структуре профессиональной заболеваемости шахтёров по диагнозам одно из первых мест занимают заболевания, вызванные влиянием промышленных аэрозолей (пневмокониозы (силикоз, антракоз), хронические и пылевые бронхиты, кониотуберкулезы)), потом, бурсит, далее — заболевания, связанные с физическими перегрузками и перегрузками органов и систем организма (радикулопатия), затем — заболевания, вызванные действием физических факторов (вибрационная болезнь, катаракта), лёгочное сердце.
Несмотря на повсеместную механизацию и автоматизацию труда, шахтёрский труд остаётся одним из самых тяжёлых.

## Социальная защита
Как правило, шахтёры России за свой труд получают низкую зарплату. В случае гибели на производстве государство и добывающая компания выплачивают компенсацию. В случае травм компании зачастую обвиняют работника в нарушении техники безопасности и отказывают ему в компенсации. В России, в случае если шахтёр получает профзаболевание, например силикоз, то его лечат в специализированных лечебных учреждениях. В Кемеровской области есть специальный центр здоровья шахтёров Минэнерго России.

## Политическая активность
В 1989 в СССР прошла серия забастовок на предприятиях угольной отрасли. В 1998 году шахтёры Кузбасса на несколько недель перекрыли железнодорожные пути.

## В культуре
Профессии шахтёра посвящены различные книги, фильмы и песни.

### Фильмы
- Большая жизнь
- Большая жизнь. Вторая серия
- Восемь дней надежды
- Гордость
- Дело — труба
- Донецкие шахтёры
- Жерминаль
- Западня
- Зеркало для героя
- Знамя Кривого Рога
- Как зелена была моя долина
- Мой кровавый Валентин
- Молли Магуайерс
- Мэтуон
- Последний забой
- Случай на шахте восемь
- Смена начинается в шесть
- Смерть рабочего
- События на руднике Марусиа
- Соль земли
- Цветок на камне
- Человек с будущим
- Шахтёры

### Книги
- Книги о шахтерах
  - Эмиль Золя. Жерминаль
  - Эптон Синклер. Король-уголь
  - Арчибальд Кронин. Звёзды смотрят вниз
  - Торнтон Уайлдер. День восьмой
  - Святослава Рыбас. Зеркало для героя
  - Владислав Титов. Всем смертям назло
  - Владислав Титов. Проходчики
  - Владимир Зоря. Мёртвая петля
  - Павло Бурлак. Там, на шахте угольной…
  - Александр Плетнев. Шахта
  - Мустафин Габиден. Караганда
- Книги о горноспасателях
  - Владимир Мухин. Внезапный выброс
  - Владимир Мухин. Ни жизни самой
  - Владимир Мухин. Поднадзорный Черницын

### Песни
- Спят курганы тёмные
- Николай Расторгуев — Последнее письмо шахтёра.
- Анита Цой — Уголёк.
- Абашевская (музыка И. Демарина, слова Н. Зиновьева — исполняет И. Демарин)
- Боевая шахтёрская (музыка Д. Васильева-Буглая, слова П. Беспощадного — исполняет Ансамбль песни и пляски при ВЦСПС)
- Донбасский вальс (музыка А. Холминова, слова И. Кобзева — исполняют Э. Беляева и М. Магомаев)
- Песня о Донбассе (музыка Н. Богословского, слова Н. Доризо — исполняют В. Макаров (1) Н. Богословский (2))
- Сияет лампочка шахтёра — (музыка: Н. Богословского, слова: М. Матусовского — исполняет Н. Соловьёв)
- Старинная шахтёрская (музыка Т. Хренникова, слова Е. Долматовского — исполняет В. Бунчиков)
- Чёрное золото (слова и музыка В. Высоцкого — исп. В. Высоцкий)
- Шахтёрский характер (музыка Я. Френкеля, слова М. Матусовского — исполняет Я. Френкель)
- Песня о людях героических профессий (группа ДДТ)
- Gluck auf, der Steiger kommt (Heino)